# Ciemny przepływ
Ciemny przepływ – hipotetyczny wielkoskalowy ruch materii we Wszechświecie, zaobserwowany we wrześniu 2008 roku przez grupę pod kierunkiem Aleksandra Kashlinsky’ego w danych zebranych przez satelitę WMAP. Wyniki te były krytykowane, a w dokładniejszych danych zebranych przez satelitę Planck, następcę WMAP, nie stwierdzono istotnych śladów takiego przepływu.
Zjawisko miałoby polegać na istnieniu jednakowego komponentu ruchu setek gromad galaktyk w stosunku do kosmicznego promieniowania tła, o prędkości 600–1000 km/s, w kierunku punktu na niebie w okolicach gwiazdozbiorów Centaura i Żagla. Odpowiedzialny za ten ruch mógłby być obiekt znajdujący się poza granicami obserwowalnego Wszechświata.
Kierunek tego ruchu byłby zbliżony do tego, w jakim porusza się Supergromada Lokalna pod wpływem Wielkiego Atraktora.